# Zandgieten

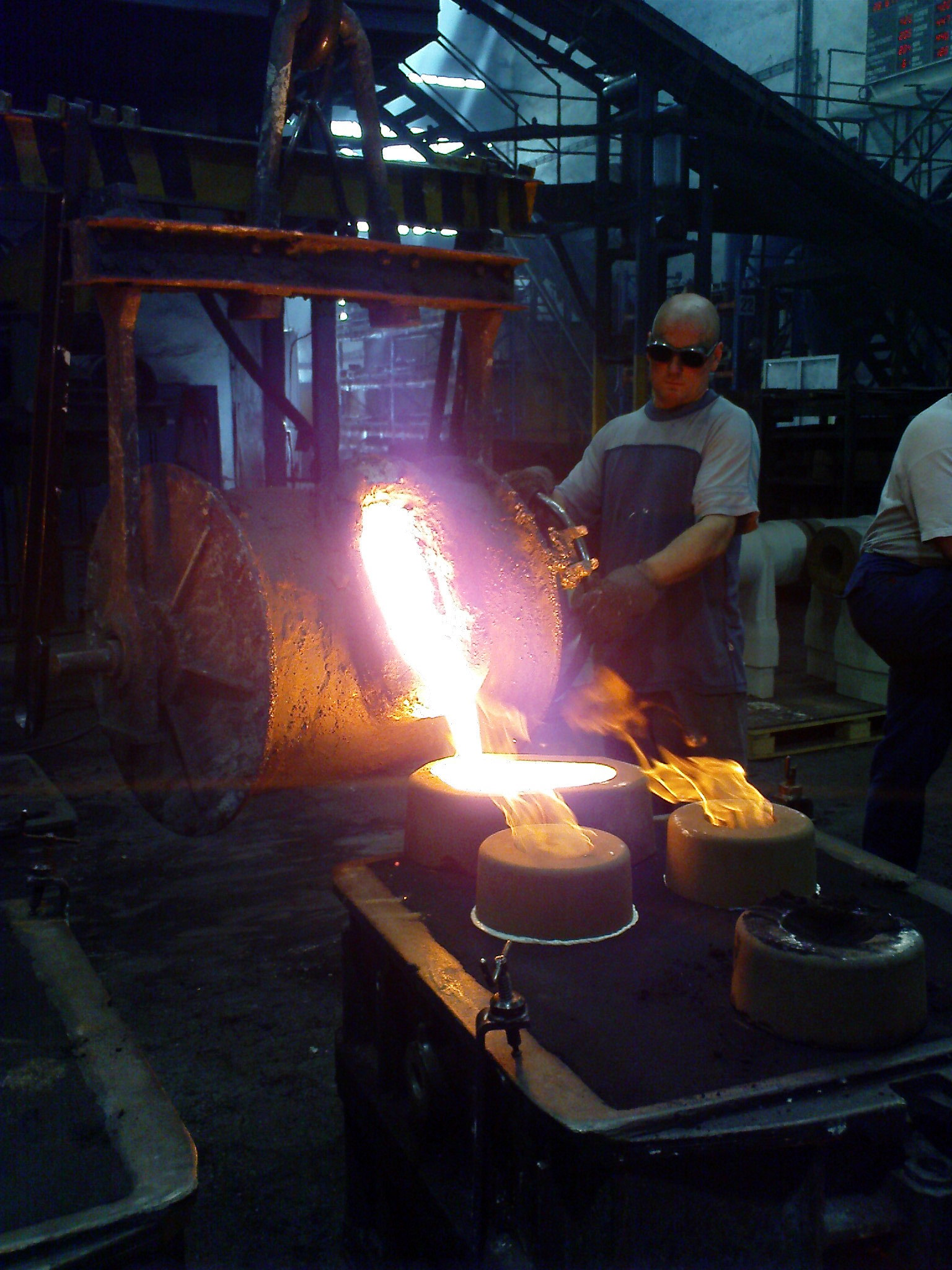
Het volgieten van de vormkasten

Zandgieten is een vorm van gieten in een ijzergieterij, waarbij zand als afgietsel gebruikt wordt.

## Algemeen
Om een gietstuk te vervaardigen is een driedimensionale afdruk (in de vorm van een holte) van het uiteindelijke product in een matrijs nodig. Daarvoor wordt een materiaal gebruikt dat veel gemakkelijker is te bewerken dan het metaal. Het wordt bijvoorbeeld gemaakt van hout.
Bij complexe modellen worden bepaalde kernen gebruikt om bijvoorbeeld een holte in het voorwerp te verkrijgen. Dit model wordt in twee (of meer) op elkaar gezette vormkasten in licht klevend zand ingebed. Dit zand bestaat uit kwartszand (de basis), klei en water. De laatste twee elementen zorgen voor de binding en plasticiteit van de gietvorm. Door het toevoegen van een kleine hoeveelheid grafietpoeder kan de oppervlaktekwaliteit van het zandgietwerk voor gietijzer en gietstaal verbeterd worden. Dit geeft een typische zwarte kleur. Kernzand vereist een hogere sterkte, vuurvastheid en gasdoorlaatbaarheid dan vormzand. 
Wanneer de vormkasten gescheiden worden en het model uitgenomen, blijft in het zand een exacte afdruk van het model achter ook wel vormholte genoemd. Deze wordt na het weer samenvoegen van de vormkasten met gesmolten metaal volgegoten. Wanneer dit is gestold, wordt het zand verwijderd en het metalen "afgietsel" van de juiste vorm blijft over. Om de kernen van bijvoorbeeld motorblokken op hun plaats te houden en het zand van de kern na het gieten te kunnen verwijderen, zijn er ronde openingen in het gietstuk uitgespaard welke later met metalen deksels worden afgesloten, zogenaamde 'vriesdoppen'. 
Vanwege de naad tussen de twee zandvormen ontstaat er bijna altijd een braam aan het product.

## Kenmerken
Kenmerken van een zandgietproduct zijn:
- Middelgroot tot erg groot, 1 kg tot 50 ton
- Ruwe oppervlaktekwaliteit
- Product is bij voorkeur lossend
- Heeft nabewerkingen nodig
- Van kleine tot heel grote series
- Gietboom en braam moeten worden losgeslagen of geslepen
- Producten van gietijzer zijn goed te emailleren

Voorbeelden van zandgietproducten zijn: pomphuizen, vlinderkleppen en pannendragers voor op een kookplaat